# River Avon (vattendrag i Storbritannien, Skottland, lat 56,03, long -3,56)
River Avon är ett vattendrag i Storbritannien.   Det ligger i riksdelen Skottland, i den centrala delen av landet, 500 km norr om huvudstaden London.